# Bryggerier i Danmark
 Der er for få eller ingen kildehenvisninger i denne artikel, hvilket er et problem. Du kan hjælpe ved at angive troværdige kilder til de påstande, som fremføres i artiklen.

Dette er en liste over bryggerier i Danmark. Listen indeholder nuværende og tidligere bryggerier, der har haft fysisk produktion i Danmark, og inkluderer både store kommercielle bryggerier og små mikrobryggerier.
Listen indeholder ikke samtlige brewpubs, restauranter og småbryggerier som større bryggerier kan have igangsat, men større eller på anden måde bemærkelsesværdige underselskaber, herunder opkøb af andre bryggerier, er medtaget på listen.

## Bryggerier

### Hovedstaden

#### Albertslund
- Fuglsang, Glostrup
- Slowburn Brewing Co-op
- Aldi
- Risby Bryg, Risby

#### Allerød
- Ølrcph, Lynge

#### Ballerup
- CPH Brewhouse, Bryggeri, Måløv
- Impala Hills Brewery, Skovlunde
- BrygBrygBryg, Skovlunde
- Polyteknisk Bryghus, Skovlunde

#### Brøndby
- Bryggeriet Skands

#### Egedal
- Barley Field Beer, Stenløse
- Søsum Bryghus, Veksø
- Øl-laboratoriet K/S, Stenløse
- Ølstykke Bryghus, Ølstykke
- HopHolger Håndbryg, Ølstykke
- The Cider House I/S, Smørum

#### Fredensborg
- Dageløkke, Humlebæk
- Kølster, Humlebæk
- Kølster malt & øl APS, Humlebæk
- Pomona Cider, Kokkedal
- Anchorman Brewing Co., Humlebæk[3][4][5]

#### Frederiksberg
- Annemarie Hartvig Jensen
- fatdane ApS
- FRB Rådhuskælder
- Frederiksberg Bryggeri
- Frederiksberg Bryghus
- Hoppe.Beer
- Mad Yeast Aps
- Old Hat Brewing Company HQ
- Strange Weather Brew Co
- The Ferment Project
- Bitter Investments Holding Company
- Boier-Møhl Bryg
- Kongens Bryghus/ Kongens Bryggeri/ Christian IV Bryghus og A/B Kongens Bryghus og Kongens Bryghus - Forhåbningsholms Alle

#### Frederikssund
- Frederikssund Bryghus
- Guldhammer Nanobryg
- Jordhøj Bryghus, Slangerup
- Kalvøens Bryggeri
- Larsen Beer ApS, Over Dråby
- Sønderby Bryghus, Skibby
- Venslev Bryhus, Venslev
- Black Rooster Brewery
- Mjødgård
- Mjød

#### Furesø
- CPH Brewhouse, Måløv
- Hank's Brewery, Farum
- Bblab A/S, Farum
- Neighborhood Brewing Company, Værløse
- Skovlyst Bryg, Farum
- Taarbæk Mikrobryggeri, Måløv
- BIEs Bryglab, Farum
- Bryggeri Skovlyst, Værløse
- Bryghuset Winter & Bargholz, Farum
- Andrik Mikrobryggeri, Værløse

#### Gentofte
- D´Na Brew, Klampenborg
- Hansen & Co., Charlottenlund
- Jens Alrø Jørgensen, Charlottenlund
- Kissmeyer Beer & Brewing, Charlottenlund
- Ordrup Bryggeri, Charlottenlund
- Kissmeyer Beer & Brewing, Charlottenlund

#### Gladsaxe
- Bagsværd Bryghus, Bagsværd

#### Glostrup
- Thunder Brewing

#### Gribskov
- Annisse Bryghus, Helsinge
- Det Våde Får, Helsinge
- Gilleleje Bryg, Gilleleje
- Gilleleje Bryghus, Gilleleje
- Askehave Bryghus, Vejby
- 69°N, Tisvildeleje
- Thornæs Destilleri, Helsinge
- Webrew CPH, Vejby

#### Halsnæs
- Cutthroat Brewing Company, Frederiksværk
- Halsnæs Bryghus, Hundested
- W-Brew, Hundested

#### Helsingør
- Gurre Bryghus, Espergærde
- Helsingør Bryggeri, Espergærde
- Helsingør Bryghus, Espergærde
- Kronborg Bryghus, Snekkersten
- The Many Worlds Brewing, Espergærde
- Tikøb Bryghus, Tikøb
- Wiibroe Bryggeri
- Øresund Bryghus, Kvistgård
- Brauer Brew ApS, Kvistgård
- Wiibroes Bryggeri

#### Herlev
- Gamma Brewing Company
- The Wine Company ApS

#### Hillerød
- Løvens Bryghus, Skævinge
- Nedergaard Bryghus
- Ølkollektivet, Gørløse
- Ølmageriet
- Bunker Beer Brewery
- Dry & Bitter (Dry & Bitter brewing company), Gørløse

#### Hvidovre
- Hvidovre Bryghus
- Kasper Brew Co.
- Keldling Brew
- Spybrew

#### Høje-Taastrup
- Krampus Brewing, Taastrup
- Roar Bryghus, Hedehusene
- Beerdealer ApS, Taastrup
- Bryggeriets Gårdlaug, Taastrup

#### Hørsholm
- Hørsholm Bryghus
- Philwill Brew - Rungsted Bryggeri, Rungsted Kyst
- Usserød Malt-Og Mineralsvandsfabrik A/S

#### København
- Christiania Bryg
- Copenhagen Ale Works
- Copenhagen Brewing Company
- Croocked Moon Brewing
- Dansk Beverages
- Det Fris Bryghus
- Dry & Bitter Brewing Company
- Dynamo Brews
- Folk Kombucha
- Fluxxus Brewing Company
- Flying Couch
- Founders Brewing Company
- Fredens Kælder
- Animalt's Brew
- Færgekroens Bryghus
- Ghost Brewing
- Apollo[flertydigt link ønskes præciseret]
- Gypsy Inc
- HD Lab
- HH Beverage
- Bad Luck Brewing Company
- KLINT & BRO
- Baghaven Brewing and Blending København
- Løgismose
- Mad Beer
- Mikkeller
- NIDA BEER
- Bang & Harbo
- Nørrebro Bryghus
- Barn Beer
- Reffen Brewery
- People Like Us Bottleshop
- Phantom Spirits ApS
- Pip Bryg ApS
- Pleasanti Street
- Sidekick Brewing
- Social Brew ApS
- Begær Bryggeri
- Timm Vladimir Køkkens Bryghus
- To Øl
- Too Old To Die Young
- Belgisk Bryg
- Webamp
- WestEnd BrygCentral
- Valby Bryghus
- Vesterbro Bryghus
- Wire Brewing Company
- Wolf Knee Brewing co.
- Xbeeriment
- Økologiske restaurantbryggeri Broaden & Build
- Ølsnedkeren
- ÅBEN Kødbyen
- AB InBev Denmark
- Bicycle Brewing
- Black Swan
- Blackpot Brews
- Blue Raven
- A/B Tvedes Bryggeri
- Blenderia
- Blid drik
- Bootleggers Craft Beer Bar
- BRAW
- Brewchimp Brews,
- Alefarm Brewing A/S
- Brewers Inc
- Brewify
- BrewPub
- BrewPub Copenhagen
- Brewpub København
- Brews Leigh
- Brewsketeers,
- Broaden & Build
- BRUS (bryggeribar)
- Copenhagen Meadery
- Bryggeriet
- Bryghuset
- Valravnen Mjød
- WestEnd BrygCentral
- Amass Brewing Company
- Bryggeriet
- Bryggeriet Djævlebryg (København)
- Bryggeriet Åben
- Brønshøj Bryggeri
- BRØL
- Carlsberg Bryggerierne A/S, Frederiksberg
- Bryggeriet Stjernen og Bryggeriet Stjernens Studiefond
- Caleidoskope Brewing Company
- Christian IV Bryghus
- Jacobsen/ Husbryggeriet Jacobsen
- Christiania Bryghus ApS

#### Lyngby-Taarbæk
- LyngBeer, Kongens Lyngby
- Kongens Lyngby Håndbryg, Kongens Lyngby
- Science Brew, Kongens Lyngby
- DTU Bryghus, Kongens Lyngby

#### Rudersdal
- Copper Beech Brewing Co., Birkerød
- TeeDawn, Nærum
- Birkerød Bryghus & Ølhandel, Birkerød

#### Rødovre
- Det Gamle Hundebad
- Nørregårdens Bryghus
- Beerlivery

#### Tårnby
- Amager Bryghus og Amager Bryghus Nr. 2, Kastrup
- Bryghuset Amager, Kastrup
- Chaise Rouge Brewery,

#### Vallensbæk
- Bryggeriet Vallensbæk, Vallensbæk Strand

#### Værløse
- Barley Field
- CPH Brewhouse

### Sjælland

#### Faxe
- Grønskov Bryg, Haslev
- Rocket Brewing Company, Haslev
- Godt Bryg
- Faxe Bryggeri
- Royal Unibrew
- Snipniff Brewing, Hovby
- Mjødgård i Dalby, Haslev
- Mjødgård Mikrobryggeri, Haslev
- Tuemosegård, Haslev

#### Greve
- Kaljos Bryghus, Tune
- Karlslunde Bryglaug, Karlslunde
- Bryggeri Landly

#### Holbæk
- Gislinge Bryghus, Gislinge
- Gustav Harken Ellefsen, Kvanløse
- Holbæk Bryghus
- Landsby-bryggeriet, Svinninge
- Lammefjordens Bryghus, Gislinge
- Orø Bryghus
- Stestrupholm, Kirke Eskilstrup
- Truntehus, Store Merløse
- Æblerov, Svinninge
- Ølhunden Håndværksbryggeri, Jyderup
- Bjerregaarden, Kirke Eskilstrup
- Gabriel, Tølløse
- Vinhuset Gabriel, Tølløse
- Bryghuset No 5

#### Ishøj
- Lokalbryggeriet

#### Kalundborg
- Den Gale Brygger, Jerslev Sj
- Den Gamle Brygger, Jyderup
- Reersø Bryghus ApS, Gørlev
- Breels Biavl, Snertinge
- Mjødbryggeriet Petersen & Sønner, Høng

#### Køge
- Køge Bryggeri ApS
- Mad Molly
- Søbogaard, Borup
- Træsko Øl, Herfølge
- Brinkholm Øl og Whisky
- Danske Ølentusiaster
- Bryghuset Braunstein

#### Lejre
- Gårdbryggeriet D'Øl
- Herslev Bryghus, Roskilde
- Hornbeer, Kirke Hyllinge
- Musik Bryggeriet daCapo, Herslev
- Olsens, Roskilde
- Brinkholm Øl og Whisky, Roskilde
- Lammefjordens Bryghus[6]

#### Næstved
- Kongebryg Aps
- Microbryggeriet Teamkewi Holme-Olstrup, Holmegaard
- Næstved Bryghus
- Næstvedbryggeriet Føniks
- Slotsbryggeriet Gavnø
- Bov Bryg
- Maglemølle Bryg Selv

#### Odsherred
- Dansk Bryghus, Nykøbing Sjælland
- Deeper Roots, Nykøbing Sjælland
- Odden Bryg, Sjællands Odde
- Odsherred Bryghus (før Dansk Bryghus), Nykøbing Sjælland
- Rørvig Bryghus, Nykøbing Sjælland
- Borren Bryghus, Højby
- Dansk Tang, Nykøbing Sjælland
- Hovvig Biavl, Nykøbing Sjælland
- Bryghuset Solvognen, Nykøbing Sjælland

#### Ringsted
- Dagmar Bryggeriet
- Det Lille Bryggeri
- Beer By Andersen, Benløse
- Two Heads Behind
- Virklyst Byg, Fjællebro
- Best Beer Holding ApS
- Birgers Bryghus
- Valgrind Mjød, Borup
- Bryggerhus

#### Roskilde
- GourmetBryggeriet
- Ølfabrikken
- Himmelev Bryghus
- Himmelev Bryghus
- Musicon Mikrobryggeri
- Roskilde Øl
- Thyras Bryg
- Viby Bryghus, Viby Sjælland
- Snoremark (Bryggeriet Snoremark)
- Bryghuset Røde Port I/S

#### Slagelse
- Harboes Bryggeri A/S, Skælskør
- Likørhaven Bryggeri
- Omø Bryghus, Skælskør
- Bette Bryghus (før Bredlunds Bryghus)
- Ølhunden Håndbryg ApS

#### Solrød
- Coolab, Solrød Strand

#### Sorø
- Humletorvet ApS
- Sorø Bryghus

#### Stevns
- Stevns Andelsbryggeri, Hårlev
- Stevns Bryghus, Hårlev
- Brygmaskinen IVS, Hårlev
- Bryggeriet Umage, Hårlev

#### Vordingborg
- Ugledige Gaardbryggeri, Præstø
- Bryghuset Møn Aps, Stege
- Bryggeriet Møn, Stege
- Made By Møn, Lendemarke
- Nøddebjerggaard, Borre
- Mytebryg, Stege

### Østjylland

#### Aarhus
- Ceres Bryggerierne
- Cult A/S
- Agile Brewing
- Brabrand Brewery, Brabrand
- Brew 42
- Brew Group ApS
- Bryggeri
- Bryggeri Hasselager, Hasselager
- Brandsborgs Håndbryg, Mårslet
- Bryggeriet Sct. Clemens
- Domestic Restaurant
- Eliksir
- Hantwerk
- Hazy Bear Brewing, Højbjerg
- Haulrik Bryghus, Skødstrup
- Hopmob bryggeri, Stavtrup
- Humleland Mikrobryggeri
- Hvidtølsbryggeriet
- Kabra Håndbryg, Højbjerg
- Koglebryg ApS
- Lupus Brewery
- Mad Dog Brewing Co., Hjortshøj
- Mundelstrup Bryghus, Sabro
- Mårslet Håndbryg, Mårslet
- Norbæk Gårdbryggeri, Lystrup
- Peter Hansen, Viby
- Sjaiber, Todbjerg
- Small Grove Brewing, Brabrand
- SoundWaves Brewing Ltd
- Vesterrix I/S
- Vocatus, Harlev
- Wintercoat, Sabro
- Øllebryg, Harlev
- Aarhus Bryghus A/S, Viby J
- Aarhus Nanobryg, Brabrand
- Malling Mjød, Malling
- United Beverage (UniBev), Risskov
- Vinspecialisten aarhus

#### Favrskov
- Gefion Bryghus, Sporup
- Viking Mjød, Ulstrup

#### Hedensted
- Hjarnø BRYGHUS,
- Jensens Bryghus, Rårup

#### Horsens
- De 5 Gaarde
- Endelave Bryggerlaug,
- Geek Brewhouse, Østbirk
- Hangun Bryghus
- Hangun Mikrobryggeri
- Horsens Bryghus
- Lundumskov Bryghus
- Olsens Bryghus, Brædstrup
- The Alley Beer Company

#### Norddjurs
- Anholt Bryghus I/S, Anholt
- Anholt Bryghus, Anholt
- Djurs Bryghus, Trustrup
- Nordisk Bryghus, Allingåbro
- Syndikatet, Grenå
- Zachos Brew Pub, Grenå

#### Odder
- Tunø Bryggeri, Tunø By
- An Odder Beer ApS
- Brandbygegaard Bryghus
- Gylling Bryggeri, Gylling
- Odder Bryghus
- Stormgaarden
- Tunø Bryggeri, Tunø By

#### Randers
- Beard Brew
- Bryg-Syndikatet
- Randers Bryghus
- Rosenlund Bryghus
- Raasted Bryghus, Råsted
- Danish Outdoor
- Nordic Mjød

#### Samsø
- Garage Destilleri & Bryggeri ApS
- Samsø Bryghus

#### Skanderborg
- Brew8, Vrold
- Bryggeriet Kant
- Klosterbryggeriet
- Observatoriet
- Rybryg, Ry
- Skanderborg Bryghus
- Think Beer
- Ølbryggeriet, Ry
- Ølmejeriet

#### Syddjurs
- Umage Øl, Ebeltoft
- Ebeltoft Gårdbryggeri, Ebeltoft
- Maltfabrikkens Brewpub, Ebeltoft
- Myrki Bryghus, Mørke
- Møllerup Brands, Rønde
- Rosenholm Bryghus, Hornslet

### Fyn

#### Assens
- Something Stupid Brewery, Vissenbjerg
- Brylle Bryghus, Tommerup
- Bryggeriet Frejdahl
- Bryggeriet Vestfyen (Olvi)
- Medicibeers,
- Stensbogaard Bryghus, Haarby
- Thors Hal Bryghus
- Vestfyen A/S Bryggeriet
- Magtenbølle Honning & Mjød, Vissenbjerg
- YFU Danmark, Tommerup

#### Faaborg-Midtfyn
- Bullers Bryghus, Faaborg
- Midtfyns Bryghus, Årslev

#### Kerteminde
- Coolab, Hundslev
- Det Belgiske Hus ApS, Ullerslev
- Kerteminde Bryghus
- Munkebo Bryghus, Munkebo
- Munkebo Mikrobryg
- Coolship Brewing Company Vikingemuseet Ladby

#### Langeland
- Abelgren og Ramvad Brewing Company, Humble
- Strynø MikroBryghus, Rudkøbing

#### Middelfart
- Anathema Brewing, Nørre Aaby
- Gamborg Bryghus
- Middelfart Håndbryg
- Ugly Duck Brewing Co., Nørre Aaby
- Indslev Bryggeri, Nørre Aaby

#### Nordfyns
- Gyldensteen Gods, Bogense
- Une Mjød, Otterup

#### Nyborg
- Nordic Quinoa
- Nyborg Destilleri
- Bryggeriet Refsvindinge, Ørbæk
- Ørbæk Bryggeri, Ørbæk
- Naturfrisk, Ørbæk

#### Odense
- Albani Brewery
- Albani Bryggerierne
- Anarkist
- Bryggeriet Flakhaven
- Brygselv Odense / BrygEvent
- Coisbo Beer ApS (Coisbo Beer Ltd.)
- Demonology Brewing
- Fynsk Bryggeri, Næsbyhoved-Broby
- H.C. Andersen Brewery
- Eventyrbryg
- Kissemyer Beer & Brewing
- MALT – Det fynske ølhus
- Munkebo Brewery
- THE MAN BEHIND
- Theodor Schiøtz Brewing Co.
- Video Bryggeriet
- Vilhelm Håndbryg
- Ølgaard
- Mjødladen

#### Svendborg
- Gundestrup Mejeri og Bryghus A/S, Vester Skerninge
- Kunstbryggeriet Far & Søn
- Svendborgsund Bryghus
- Thurø Bryghus ApS
- Ø-Bryg / Thurø Bryghus ApS

#### Ærø
- Ærø Bryggeri, Ærøskøbing
- Rise Bryggeri A/S, Ærøskøbing

### Syd- og Sønderjylland

#### Aabenraa
- Frisk Bryg
- Nordisk Håndværkshus
- Vestslesvigsk Bryghus ApS, Bylderup-Bov

#### Billund
- Bryghuset Brewpub
- Dansk Mjød A/S

#### Esbjerg Kommune
- Esbjerg Bryghus, Esbjerg
- Esbjerg Mikrobryg, Esbjerg
- Esebryg, Esbjerg
- Fogh’s øl, Nørre Vejrup
- Mineralvandsfabrikken Frem, Ribe
- Højvangs Bryghus, Esbjerg
- Mandø Kro, Ribe
- Ribe Bryghus, Ribe
- Tarp Bryggeri, Esbjerg
- Vesterskov Bryghus, Esbjerg
- Vester Vedsted Vingård, Ribe
- Ølværket, Esbjerg
- Tarp Bryggeri, Esbjerg
- Vester Vedsted Vingård, Ribe

#### Fanø
- Fanø Bryghus

#### Fredericia
- Fredericia Bryghus
- Fredericia Brewpub
- Fæstnings Bryggeriet
- Tuborg - Fredericia Bryggeri

#### Haderslev
- Bryggeriet S.C. Fuglsang Haderslev
- Fuglsang
- Aarø Bryg

|

#### Kolding
- Boncoca
- Bryggeriet ÅBEN
- Christiansfeld Bryghus, Christiansfeld
- Danish Nature Brew ApS
- Halvø Bryghus, Sønder Bjert
- Kolding Gårdbryggeri, Jordrup
- Trolden Destilleri & Bryghus-(Trolden Bryghus)
- Spritfabrikken Danmark

#### Sønderborg
- Bryggerikontoret ApS
- Flemming Hansen, Gråsten
- Harbour Mountain, Havnbjerg
- Hops & Haze Brewing, Broager
- Mjels Bryghus ApS, Nordborg
- Morfars Bryghus, Broballe
- Skaal Sønderborg

#### Tønder
- Vibegaard, Skærbæk

#### Varde
- Biergarten Blåvand, Blåvand
- Hr. Skov - Blåvand, Blåvand
- Jacobi Craft Brew
- Kongsted Hjemmebryg
- Oksbøl Bryghus, Oksbøl
- Vesterhavsbryggerierne
- Warwik Bryghus ApS
- WestBrew, Billum
- Ølgod Bryghus, Ølgod
- Store Mjød nr 9, Nørre Nebel

#### Vejen
- Alfa Bryghus
- Hyldals Bryghus ApS, Bække
- Skandinavisk Bryggeri-Laboratorium, Malt
- Thorøebryg, Farris
- Voddersminde Bryghus, Holsted

#### Vejle
- Bøgedal Bryghus
- Fri Bryg, Børkop
- Hop Bottle Brewery
- Jelling Bryggeri, Jelling
- Jelling Bryghus, Jelling
- Munkebjerg Bryghus
- Randbøl Bryghus, Randbøldal

### Vestjylland

#### Herning
- Borgs Bryghus
- Bryggeriet Djævlebryg
- Bryggeriet Herning

#### Holstebro
- Baggårdsbryggeriet
- Brother Beer F/S
- Geddal Gaardbryggeri, Vinderup
- Gaardbryg
- Udgaards Bryghus

#### Ikast-Brande
- Bøllingsø Bryghus A/S, Engesvang
- HumlepraXis, Nørre Snede
- Ikast Mikrobryg, Ikast
- Tapwaw Håndbryg, Ikast

#### Lemvig
- NR. Nissum Håndbryg
- Vesterhavsbryggeriet

#### Ringkøbing-Skjern
- Hvide Sande Bryghus, Hvide Sande
- Mørts Håndbryg, Videbæk
- Rækker Mølle Bryghus, Skjern
- Mylius Erichsen Bryghus, Hvide Sande
- Stauning Whisky, Skjern

#### Silkeborg
- Bryggeriet Frank, Grauballe
- Bryghuset Kragelund
- Dalshøj Bryghus I/S,
- De Jyske Bryghuse,
- Duelund Bryglade A/S, Kjellerup
- Grauballe Bryghus
- Lysbro bryghus
- Linå Bryghus
- Thorning Bryghus, Kjellerup
- Virklund Bryghus
- William Frank
- Coop,
- Lidl,
- Okkara,
- Heca Nuuk,
- Brewery Immiaq,
- Nanoq Beer,
- Qajaq Brewery,
- Andre bryggerier,
- Bjarne's Danish,
- Chauvinistisk Bryghus,
- Danish Brewers Guild,
- Danish Dan Brewing,
- Danish Dood Brewery,
- Danish Ships,
- Dansk Mikrobryg,
- Dansken Nanobrew,
- Henrik Dansk,
- Kolson Export,
- Mad Viking,
- MyBrew - Dit online bryggeri,
- Normann Som Brygger øl På Sverigesvej I Danmark,
- O2 BREW,
- P81 Brewlab,
- The Brewskeeters,
- The Danish Lord,
- Carlsberg,
- House of Beer A/S,
- Kongens Bryghus,
- Tuborg,

#### Skive
- Bryggeriet Skive ApS
- Fur Bryghus, Fur
- Fur Bryggeri, Fur
- Hancock Bryggerierne
- Skive Bryghus
- Staaup Haandbryg, Højslev
- Kirks Mjød

#### Struer
- Struer Håndbryg

#### Viborg
- Birgittelyst Kro Og Bryghus ApS
- Bryggerstuen
- Farmensbryg, Karup
- Rockabilly Brew, Tjele
- Ugelris Gaardbryggeri, Skals
- Viborg Bryghus
- Ølluminati ApS

### Sydhavsøerne

#### Guldborgsund
- Bryghuset Riis, Nykøbing Falster
- Falster Bryghus, Væggerløse
- Fallstar Brew, Nørre Alslev
- LF vin og bryg, Gedser
- Krenkerup Bryggeri, Sakskøbing
- Sidor Brewery, Sakskøbing

#### Lolland
- Bakkebryg, Holeby
- Juel’s Bryg, Søllested
- Karleby Bryghus, Nakskov
- Klosterbyens Mikrobryg, Maribo
- Femø Bryghus, Maribo

### Nordjylland

#### Aalborg
- Bad Seed Brewing ApS, Storvorde
- Bone Hard Brewing
- Bryggeriet Landkjær, Storvorde
- Bryggeren, Storvorde
- Egholm Bryghus
- Guldborg's Brewery
- Hjort Craft Beer, Nørresundby
- Halkær Bryglaug, Nibe
- Nibe Bryghus, Nibe
- Søgaards Bryghus
- Y Not Brewing YNB, Nibe

#### Brønderslev
- Gaardbrygbryggeriet Noorland
- Mjød Holding ApS

#### Frederikshavn
- Frederikshavn Bryghus
- Jerry’s Restaurant & Bryghus
- Knuths Bryghus (Cafe Knuth), Skagen
- Skagen Bryghus A/S, Skagen
- Sæby Bryghus, Sæby
- Ålbæk Håndbryggeri, Skagen

#### Hjørring
- Bryghuset Den Gamle Præstegård
- Den Gamle Præstegård
- Løkken Bryghus ApS, Løkken
- Løkken Nye Bryghus, Løkken
- Modningslager Børglum Kloster, Vrå
- Møllehuset Bryghus
- Vrå Bryghus, Vrå

#### Jammerbugt
- Bugtens Bryghus Aps, Brovst
- Fjerritslev Bryggeri ApS, Fjerritslev
- Nordisk Brænderi, Fjerritslev
- Houlbjerg Bryggeri, Saltum
- Saltum & Neptun - Bryggeri, Saltum

#### Læsø
- Læsø Bryghus, Vesterø Havn
- Vesterøl, Vesterø Havn
- Østerby Bryghus, Østerby Havn

#### Mariagerfjord
- H.I. Bies Bryggeri ApS, Hobro
- Hadsund Bryghus, Hadsund
- Hadsund Bryhus ApS, Hadsund
- Heidrun Mjød, Hobro

#### Morsø
- Morsø Bryghus, Nykøbing Mors
- Nees Bryghus, Karby

#### Thisted
- 3 Crates Brewing, Klitmøller
- Thisted Bryghus
- Ølleriet Haandgjow, Hurup Thy

#### Vesthimmerland
- Bøgeskov Bryg, Aars

### Bornholm

#### Bornholm
- Beer Here, Allinge
- BornholmerØL'en, Rønne
- Brew 42, Hasle
- Jai Ho, Svaneke
- LG Bryg, Hasle
- Lucky Island Brewing, Svaneke
- NXØ Brewery, Nexø
- Penyllan, Allinge
- Soebuch, Gudhjem
- Sorthat Holding, Allinge
- Small Batch Bornholm, Rønne
- Svaneke Bryghus, Svaneke
- Østbornholms Bryggeri, Nexø
- Vingården Lille Gadegård, Aakirkeby

#### Ertholmene
- Chrøøl, Gudhjem

### Nordatlanten

#### Færøerne
- Föroya Bjór, Klaksvík
- Restorffs Bryggjarí, Thorshavn

#### Grønland
- Bryghuset Brewery Immiaq, Ilulissat
- Godthaab Bryghus, Nuuk
- Greenland Brewhouse, Narsaq
- Icecaptours, Ilulissat
- Qajaq Brewery, Narsaq

## Nedlagte bryggerier
Følgende bryggerier eksisterer ikke længere og er nedlagt før 2022.
| Navn                                   | Placering                          | Grundlagt | Ophørt    | Noter | Ref           |
| -------------------------------------- | ---------------------------------- | --------- | --------- | --- | ------------- |
| Abelgren & Ramvad                      | Ristinge                           | 2012      | 2017      | Nanobryggeri |               |
| Antonii Bryggeri                       | Præstø                             | 1879      | 1954      | |               |
| Aldersro Bryggeri                      | København                          | 1860      | 1884      | 1884 hvor det var en del af Marstrands Bryggerier, en del af De Forenede Bryggerier i 1891, overtaget af Carlsberg. |               |
| Ares                                   | Aarhus                             | 1912      | 1941      | |               |
| Baggårdsbryggeriet                     | Holstebro                          | 2004      | 2009      | Bryggeriet gik i betalingsstandsning 15. marts 2007, men oplevede en kort genoplivning i 2008-2009. |               |
| HEJ. Bies Bryghus                      | Hobro                              | 1841      | 1980      | Et nyt bryggeri er dukket op i de gamle lokaler den 19.6.2010, netop Bies Bryghus. |               |
| Boldesager                             | Esbjerg                            | 1896      | 1965      | |               |
| Breum Bryggeri                         |                                    | 1882      | 1971      | |               |
| Bredlunds Bryghus                      | Slagelse                           | 2006      | 2009      | Bredlunds Bryghus genopstår som Det Bette Bryghus. |               |
| Broballe Bryggeri                      |                                    | 2009      | 2010      | |               |
| Brøckhouse                             | Hillerød                           | 2001      | 2009      | Igen fra 2009/2010-2011/2012 |               |
| Brønderslevhus                         |                                    | 1875      | 1988      | |               |
| Bryggeriet Fuglsang                    | Haderslev                          | 1871      | 2021      | Overtaget af Royal Unibrew og Mineralvandsfabrikken Frem i Ribe, Overtaget af Royal Unibrew. |               |
| Bryggeriet Alliance                    | Ringsted                           |           | 1980      | Overtaget af Thor 1967, Overtaget af Royal Unibrew. |               |
| Carlsminde Bryggeri                    | Nyborg                             | 1883      | 1993      | Overtaget af Albani 1986, Overtaget af Royal Unibrew. |               |
| Bryggeriet Frederiksberg               | Frederiksberg                      | 1880      | 1891      | Overgik til De Forenede Bryggerier i 1891/ overtaget af De Forenede Bryggerier i 1891 og lukkede samme år i 1891 og Krystalisværket 1913/1914-1964/1967. |               |
| Bryggeriet Odense                      | Odense                             | 1876      | 1934      | |               |
| Bryggeriet Rabeshave                   | Christianshavn, København          | 1851      | 1905      | i 1600-tallet var det Genèvebrænderi og bar for hollænderne på Amager, da de sad på hestevognene med forsyninger for at blive sejlet over til Christiansborg Slot. I midten af 1700-tallet blev Peder Rabe Holm ejer og etablerede et hvidtølsbryggeri med hans navn på.                                     |               |
| Bryggeriet Ravnsborg                   | Ryesgade, København                | 1867      | 1900      | Overgik til De Forenede Bryggerier i 1891. Det blev nedlagt i 1893 og solgt i 1900. |               |
| Bryggeri "f"                           |                                    | 1876      | 1920      | |               |
| Bryggeri Stefan                        |                                    | 1895      |           | |               |
| Bryggeriet Svanholm                    | Frederiksberg                      | 1853      | 1905      | Bryggeriet var i 1891 en del af De forenede Bryggerier. |               |
| Bryggeriet Trekroner                   | Valby                              | 1899      | 1915      | Hvidtølsbryggeri, maltbryggeri, overtaget af De Forenede Bryggerier. |               |
| Bryggeriet Vendia                      | Hjørring                           | 1883      | 1964      | Overtaget af Ceres i 1964, Ceres Bryggerierne Hjørring A/S, Overtaget af Royal Unibrew. |               |
| Bryggeriet i Rahbeks Allé              | Rahbeks Allé, Vesterbro, København | 1860      | 1923      | I 1923 blev bryggeriet overtaget af Kongens Bryghus, i tidens løb undergik Kongens Allé på Rahbeks flere ændringer, herunder en silo blev bygget i 1956-57, senere overtaget af Carlsberg. |               |
| Bryggeriet Slotsmøllen                 | Kolding                            | 1856      | 1999      | Overtaget af Albani 1986, Overtaget af Royal Unibrew. |               |
| De Forenede Bryggerier                 | København                          | 1891      | 1969      | Bestod af 11 københavnske bryggerier: - Bryggeriet Alliance - Bryggeriet Frederiksberg - Kastrup Bryggeri - Kongens Bryghus - Marstrands Bryggerier (Aldersro og Vodroffsvej) - Ny Bryghus - Bryggeriet Rabeshave - Bryggeriet i Rahbeks Allé - Bryggeriet Ravnsborg - Bryggeriet Svanholm - Tvedes Bryggeri | [ 11 ]        |
| Duelund Bryggeri                       |                                    | 2007      | 2013      | |               |
| Eastcoast Brewing                      |                                    | 2008      | 2009      | |               |
| Erslev Bryggeri                        |                                    | 1870      | 1970      | |               |
| Fanø Bryggeri                          | Fanø                               | 1897      | 1970      | |               |
| Fanø Bryghus                           | Fanø                               | 2006      | 2008      | Lukket 2008 og genåbnet året efter med nye ejere, 2009. |               |
| Fjordens Bryghus                       | Lyne                               | 2006      | 2012      | |               |
| Fredericia Bryghus                     | Fredericia                         | 2008      | 2008      | |               |
| Frederiksværk Bryggeri                 | Frederiksværk                      | 1870      | 1968      | |               |
| Gislinge Bryggeri                      | Gislinge                           | 1899      | 1965      | |               |
| Glostrup Bryggeri                      | Glostrup                           | 1846      | 1896      | Blev i 1869 solgt til det nystiftede aktieselskab, Københavns Hvidtølsbryggerier. |               |
| Graffs Bryggeri                        | Esbjerg                            | 1880      | 1968      | Overtaget af Albani 1966, Overtaget af Royal Unibrew. |               |
| Bryggeri Hads Herred                   |                                    | 1892      |           | |               |
| Hafnia                                 | København                          | 1898      | 1939      | Bryggeriet Hafnia, hvidtølsbryggerie |               |
| Heimdal                                |                                    | 2005      | 2007      | Havde ikke eget bryggeri. |               |
| Bryggeri Heidrun                       |                                    | 1896      | 1902      | |               |
| Hindsholm                              |                                    | 1900      | 1983      | |               |
| Holbæk Bryghus                         | Holbæk                             | 2005      | 2010      | Beliggende under cafeen Bryghus nr. 5. |               |
| Holeby Bryggeri                        | Holeby                             | 1880      | 1986      | |               |
| P. Holm Esbjerg                        |                                    | 1904      | 1986      | Omdøbt til Bryggeriet Rørkjær i 1936. Erhvervet af Saltum-Houlbjerg Bryggerier, Overtaget af Carlsberg. |               |
| Holmegaard Bryghus                     | Fensmark                           | 2007      | 2008      | En del af Holmegaard Glasværk. | [ 12 ]        |
| Holtegaards Fabrikker                  | Vedbæk                             | 1883      | 1942      | | [ 13 ] [ 14 ] |
| Horsens Bryggeri                       | Horsens                            | 1859      | 1993      | Del af Østjylland siden 1898. |               |
| Horslunde Bryggeri                     |                                    | 1876      | 1969      | |               |
| Håndbryggeriet Gjøl                    | Gjøl                               | 2005      | 2009      | Startet i Nørresundby |               |
| Bryggeri Isefjorden                    | Frederikssund                      | 1898      | 1946      | |               |
| Jensens Bryghus                        | Rårup                              | 2006      | 2009      | Jensens Bryghus låg i Rårup mellem Horsens og Vejle nær Juelsminde. |               |
| Jensens Bryggeri                       | Juelsminde                         | 2007      | 2009      | |               |
| J.H. Møller                            | Skagen                             | 1899      | 1906      | |               |
| J.H. Redeker                           | Fredericia                         |           |           | |               |
| P. Kjeldgaard                          | Fjerritslev                        | 1887      | 1968      | |               |
| Kalundborg Bryggeri                    | Kalundborg                         | 1853      | 1960      | |               |
| Kastrup Bryggeri                       | Kastrup                            | 1845      | 1905      | Gik 1891 til De Forenede Bryggerier. |               |
| Kongens Bryghus 1452                   |                                    |           |           | Indtrådt i De Forenede Bryggerier, Overtaget af Carlsberg. |               |
| Københavns Bryggerier og Malterier A/S | København                          | 1898      | 1939      | Senere Bryggeriet Hafnia. |               |
| Lolland-Falsters Bryggeri              | Nykøbing Falster                   | 1866      | 1993      | Ejet af Faxe 1983-1989, Overtaget af Royal Unibrew. |               |
| Løgstør Bryggeri                       |                                    | 1845      | 1934      | |               |
| Maribo Bryghus                         | Maribo                             | 1895      | 2008      | Overtaget af Albani 1997, Overtaget af Royal Unibrew. |               |
| Marstrands Bryggerier                  | Marstrand                          | 1865      | 1891      | Marstrands Dampmølle, senere A/S Marstrands Bryggerier og Krone-Øl-Bryggeriet, hvidtølsbryggerie. Marstrands Bryggeri i 1884 købte Aldersro Bryggeri, i 1891 sluttede Marstrands Bryggeri sig til De Forenede Bryggerier og blev brugt af Vodro Kongens Bryggeriet. fra 1923, Overtaget af Carlsberg.        |               |
| Marrebæk Bryggeri                      |                                    | 1911      | 1994      | Opkøbt af Maribo Bryghus |               |
| Medicibeers                            |                                    | 2009      | 2009      | |               |
| Mineralkilden Hjørring                 | Hjørring                           | 1938      | 1979      | |               |
| Musikbryggeriet daCapo                 |                                    | 2005      | 2009      | |               |
| Neptun                                 | Silkeborg                          | 1883      | 1990      | Overtaget af De forenede Bryggerier 1973, Overtaget af Carlsberg. |               |
| Nexø Bryggeri                          | Nexø                               | 1861      | 1978      | |               |
| Nibe Bryghus                           | nibe                               | 2008      | 2018      | Lukket i 2015 og genåbnet i 2015. |               |
| Ny Bryghus                             | Frederiksberg                      | 1873      | 1900      | Overgik til De forenede Bryggerier i 1891. |               |
| Bryggeriet Nykøbing                    | Nykøbing Mors                      | 1926      |           | |               |
| Næstved Bryggerie A/S Føniks           | Næstved                            | 1889      | 1955      | Navnet Føniks bruges igen fra 2006. |               |
| Odder Bryggeri                         | Odder                              | 2006      | 2010      | |               |
| Odin Bryggeriet                        | Viborg                             | 1832      | 1988      | Overtaget af Faxe 1978, Overtaget af Royal Unibrew. |               |
| Otterup Bryggeri                       | Otterup                            | 1893      | 1940      | Stoppede med at brygge ca. 1940. |               |
| Pladderballe Bryghus                   |                                    | 2012      | 2017      | Baseret på Monrad & Rislunds univers |               |
| P. Pedersen                            | Sønderborg                         | 1852      | 1956      | Købt af Albani 1956, Overtaget af Royal Unibrew. |               |
| P. Nielsen                             | Roskilde                           | 1820      |           | |               |
| Pompus Fabrikkerne                     | Amager Landevej, Amager            |           | 1965      | Solgt til Ceres i 1965 |               |
| Rahbeks Allé Bryggeri                  |                                    |           |           | |               |
| Raupach                                | Odder                              | 1892      | 1974      | |               |
| Rosenborg Brøndanstalt                 | Kongens Have                       | 1831      | 1950'erne | Mineralvandsfabrik-kurbadeanstalt |               |
| Rows Mølle Bryghus                     |                                    | 2007      | 2007      | |               |
| Rønne Bryggeri                         | Rønne                              | 1863      | 1967      | |               |
| Skovsgaard Bryggeri                    |                                    | 1930      | 1992      | |               |
| Slangerup Bryggeri                     | Slangerup                          | 1870      | 1914      | |               |
| Slangerup Bryghus ApS                  | Slangerup                          |           | 2016      | Igen fra 2017 og lukket igen i 2017/2018. |               |
| Slotsbryggeriet                        | Odense                             | 1855      | 1948      | Overtaget af Albani 1948, Overtaget af Royal Unibrew. |               |
| Stevns Bryggeri                        |                                    | 2005      | 2009      | |               |
| Bryggeriet Stevns                      | St. Heddinge                       | 1863      | 1970      | Opkøbt af Maribo Bryghus |               |
| Stjernen                               | Frederiksberg                      | 1902      | 1964      | Bryggeriet Stjernen (indtil 1920: Arbejdernes Bryggeri "Stjernen") eller Bryggeriarbejdnes Andelsbryggeri, I 1907 blev ejendommen på Dronning Olgas Vej helt overtaget af Arbejdernes Bryggeri, overtaget af Arbejdernes Carlsberg.                                                                          |               |
| Stronzo Brewing                        |                                    | 2011      | 2014      | |               |
| Struer Bryggeri                        | Struer                             | 1906      | 1960      | |               |
| Svendborg Bryggeri                     | Svendborg                          | 1899      | 1989      | Overtaget af Albani 1967, Overtaget af Royal Unibrew. |               |
| Sønderborg Eksportbryggeri             | Sønderborg                         | 1852      | 1956      | Købt af Albani 1956, Overtaget af Royal Unibrew. |               |
| Thor                                   | Randers                            | 1856      | 2003      | Fusion med Jyske Bryggerier i 1976, Thor (bryggeri), Overtaget af Faxe bryggeri og Overtaget af Royal Unibrew i 2003. |               |
| Tuborg                                 | Hellerup                           | 1883      | 1996      | Fusion med Carlsberg i 1970. |               |
| Tvedes Bryggeri                        | Ørholm Mølle ved Kongens Lyngby    | 1852      | 1905      | Tvede i 1852 flyttede til København, indgik 1891 i De Forenede Bryggerier. |               |
| Tønder Aktie-Bryggeri                  | Tønder                             | 1845      | 1954      | |               |
| Urban                                  | Aalborg                            | 1881      | 1986      | Fusion med Jyske Bryggerier 1976, Urban (bryggeri), Urban – Aalborg Aktie-Bryggeri Overtaget af Faxe bryggeri og Overtaget af Royal Unibrew. |               |
| Usserød Bryggeri                       | Usserød                            | 1859      | 1993      | |               |
| Vassingerød Bryggeri                   |                                    | 2014      | 2017      | |               |
| Bryggeri Vejle                         |                                    | 1858      | 1898      | Del af Østjylland siden 1898. |               |
| Viby Bryghus                           | Viby Sjælland                      | 2006      | 2008      | |               |
| Wiibroe                                | Helsingør                          | 1840      | 1998      | Overtaget af Carlsberg 1964. | [ 16 ] [ 17 ] |
| Ølfabrikken                            | Roskilde                           | 2005      | 2008      | Overtaget af GourmetBryggeriet 2007/2008, Overtaget af Harboes Bryggeri. | [ 18 ] [ 19 ] |
| Aabybro Bryggeri                       | Aabybro                            | 1904      | 1970      | |               |
| Aalestrup Bryggeri                     |                                    | 1899      | 1914      | Nævnt i Krak 1910. Vestergaard. |               |